# Deltoptychius
Deltoptychius (van Grieks: δέλτα délta, 'driehoek' en Grieks: πτυχή ptyche 'vouw') is een geslacht van uitgestorven draakvissen die leefden in het Carboon in het huidige Verenigd Koninkrijk. De naam werd in 1862 gepubliceerd door John Morris en George E. Roberts. Er zijn in de loop der tijd diverse soorten in het geslacht geplaatst. Fossielen van het geslacht zijn gevonden in de Glencartholm Volcanic Bedsformatie van de Upper Border Group in Schotland.

## Beschrijving
Soorten uit dit geslacht waren primitieve draakvissen, die veel gelijkenis vertoonden met hun moderne afstammelingen. De dieren bewogen zich voort door met hun lange, beweeglijke lichaam en hun dunne, zweepvormige staart slingerende bewegingen te maken, om dan op hun uitgeslagen, vleugelvormige borstvinnen verder door het water te zweven. 

## Leefwijze
Het waren geen krachtige zwemmers, maar dankzij de grote ogen, die boven op de kop lagen, konden de dieren op grotere diepten leven, waar ze jacht maakten op kreeftachtigen en andere bodemdieren, die met tandplaten vermorzeld werden.

## Vondsten
Vondsten zijn gedaan in Europa, met name Ierland en Schotland.